# Фрідріх Вільгельм Рімер
Фрідріх Вільгельм Рімер (нім. Friedrich Wilhelm Riemer; 19 квітня 1774, Ґлац — 19 грудня 1845, Веймар) — німецький філолог, письменник, бібліотекар у Веймарі, з 1814 року секретар Йоганна Вольфганга Гете, з 1841 року — таємний радник при дворі Веймара.

## Біографія
Фрідріх Вільгельм Рімер народився в сім'ї чиновника, в 1787 році у віці 13 років вступив до Бреславльскої гімназії Марії-Магдалини. Завдяки його чіткому і орфографічно правильному письму ректор гімназії Йоганн Каспар Фрідріх Манзо часто доручав йому переписувати начисто свої твори, рецензії та вірші. Винагородою за ці послуги були не лише гроші і підручники. Ректор запрошував учня на обіди і брав з собою на прогулянки. Рімер закінчив гімназію в 1794 році, отримавши найкращі рекомендації від Манзо, далі вивчав філологію і теологію в Галле. Він отримав місце домашнього вчителя для дітей Вільгельма фон Гумбольдта і супроводжував сім'ю вченого в Італію. 4 вересня 1803 року Рімер вступив на службу в будинок Гете у Веймарі. З 1803 по 1808 роки Рімер займався навчанням сина Гете Августа. Після 1806 року Рімер неодноразово супроводжував Гете в поїздках Карловими Варами. Гете прислухався до критичних зауважень відданого і працьовитого фахівця з класичної філології Рімера, в тому числі прийняв запропонований ним варіант заголовка для своєї автобіографії.
З 1812 по 1821 роки Рімер обіймав посаду професора в веймарській гімназії. У 1814 році він вступив на роботу до Веймарської бібліотеки, а потім став наступником Крістіана Августа Вульпіуса на посаді її керівника. У своєму заповіті Гете розпорядився про видання підготовленого ним прижиттєвого зібрання творів, доручивши це Рімеру і Йогану Петеру Еккерману.